# Cá hồi xông khói

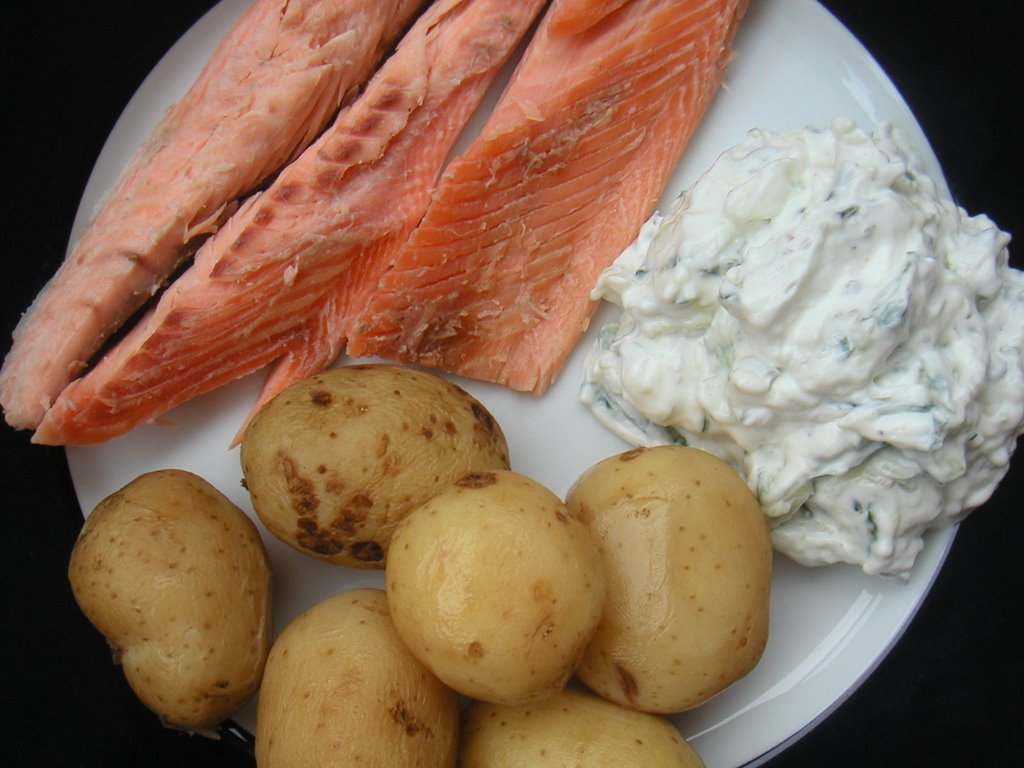
Cá hồi xông khói, thường được vắt thêm ít nước chanh, rồi ăn với khoai tây và phô mai kem ở Na Uy

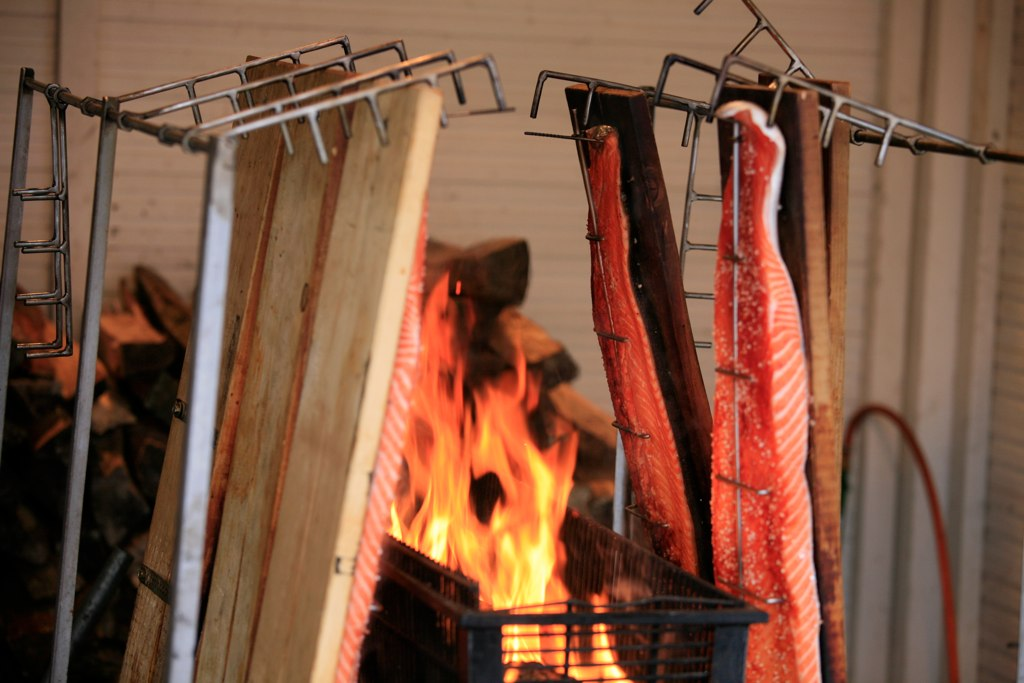
Những miếng cá hồi phi lê được xát muối và đem xông khói

Cá hồi xông khói hay cá hồi hun khói (Smoked salmon) là một cách thức chế biến thịt cá hồi thông dụng, thường là người ta chọn những miếng cá hồi phi lê đã được xử lý và hun khói như là một cách bảo quản thực phẩm đơn giản, hiệu quả. Do giá thành khá cao nên cá hồi xông khói được coi là một món ngon. Mặc dù thuật ngữ lox đôi khi được áp dụng cho cá hồi hun khói, nhưng sự thực ra thì chúng là các sản phẩm khác nhau. Trong ẩm thực Do Thái, cá hồi ướp nhiều muối thì được gọi là lox và thường được ăn kèm với bánh mì vòng phết pho mát kem mà Lox thường được chế biến bằng cách hun khói (cá hun khói).
Kỹ thuật hun khói hay xông khói đã được sử dụng để bảo quản những con cá hồi tươi sống trước khi diễn ra việc phân hủy gây hư hỏng của vi sinh vật Trong quá trình hun khói thì cá hồi sẽ bị khô khốc và mất một phần nước điều này cản trở sự sinh sôi và hoạt động của vi khuẩn Một ví dụ quan trọng về điều này chính là loại vi khuẩn Clostridium botulinum, có thể có trong hải sản và sẽ bị tiêu diệt bằng cách xử lý nhiệt cao diễn ra trong quá trình hun khói. Cá hồi xông khói cũng là một món ăn phổ biến trong văn hóa Hy Lạp và La Mã trong suốt lịch sử, món này thường được bày ra trong các bữa tiệc để ăn uống trong các buổi tụ họp và lễ kỷ niệm lớn Trong suốt thời Trung cổ, cá hồi xông khói đã trở thành một phần của chế độ ăn uống của người dân và được ăn chung với món súp và salad.